# ژوزفین دو لا بوم
ژوزفین دو لا بوم (فرانسوی: Joséphine de La Baume‎؛ زادهٔ ۸ اکتبر ۱۹۸۴) یک هنرپیشه، خواننده و مانکن اهل فرانسه است.
از فیلم‌ها یا برنامه‌های تلویزیونی که وی در آنها نقش داشته‌است می‌توان به یک روز، جانی اینگلیش دوباره متولد می‌شود و شتاب اشاره کرد.